# Regina—Qu'Appelle
Pour les articles homonymes, voir Régina (homonymie) et Qu'Appelle (homonymie).
Circonscription électorale fédérale du Canada
Regina—Qu'Appelle (auparavant Qu'Appelle de 1904 à 1968 et de 1997 à 2000) est une circonscription électorale fédérale canadienne dans la province de la Saskatchewan représentée depuis 1904.

## Géographie
La circonscription comprend la portion nord-est de la ville de Regina ainsi qu'une région rurale au nord-est de la ville.
Les circonscriptions limitrophes sont Yorkton—Melville, Souris—Moose Mountain, Regina—Wascana, Regina—Lewvan et Moose Jaw—Lake Centre—Lanigan.

## Historique
La circonscription est initialement créée en 1903, sous le nom de Qu'Appelle. Cette circonscription recouvrait les Territoires du Nord-Ouest incluant ce qui allait devenir la province de Saskatchewan en 1905. Cette même année, le territoire de la circonscription est modifié pour ne recouvrir que celui de la province nouvellement créée.
La circonscription est abolie en 1966 pour être redistribuée parmi les circonscriptions de Qu'Appelle—Moose Mountain, Regina—Lake Centre, Regina-Est et Assiniboia.
En 1987, la circonscription de Regina—Qu'Appelle est créée avec des parties d'Assiniboia, d'Humboldt—Lake Centre et Qu'Appelle—Moose Mountain.
La circonscription est abolie en 1996 et redistribuée dans les circonscriptions de Wascana, Regina—Arm River, Qu'Appelle et Yorkton—Melville. La même année, une nouvelle circonscription nommée Qu'Appelle est créée à partir de Regina—Qu'Appelle, Regina—Lumsden et Mackenzie. En 1998, la circonscription est renommée Regina—Qu'Appelle.

## Députés
1904-1968
| Législature                                                                                | Années    | Député                  | Parti                 | Parti                |
| ------------------------------------------------------------------------------------------ | --------- | ----------------------- | --------------------- | -------------------- |
| Qu'Appelle                                                                                 |           |                         |                       |                      |
| 10e                                                                                        | 1904–1908 | Sir Richard Stuart Lake |                       | Conservateur         |
| 11e                                                                                        | 1908–1911 | Sir Richard Stuart Lake |                       | Conservateur         |
| 12e                                                                                        | 1917–1921 | Levi Thomson (en)       |                       | Libéral              |
| 13e                                                                                        | 1917–1921 | Levi Thomson (en)       |                       | Unioniste            |
| 14e                                                                                        | 1921–1925 | John Millar (en)        |                       | Progressiste         |
| 15e                                                                                        | 1925–1926 | John Millar (en)        |                       | Progressiste         |
| 16e                                                                                        | 1926–1930 | John Millar (en)        |                       | Libéral-progressiste |
| 17e                                                                                        | 1930–1935 | Ernest Perley (en)      |                       | Libéral              |
| 18e                                                                                        | 1935–1940 | Ernest Perley (en)      |                       | Conservateur         |
| 19e                                                                                        | 1940–1945 | Ernest Perley (en)      | Gouvernement national |                      |
| 20e                                                                                        | 1945–1949 | Gladys Smith (en)       |                       | Social-démocrate     |
| 21e                                                                                        | 1949–1953 | Austin Edwin Dewar (en) |                       | Libéral              |
| 22e                                                                                        | 1953–1957 | Henry Mang (en)         |                       | Libéral              |
| 23e                                                                                        | 1957–1958 | Alvin Hamilton (en)     |                       | Conservateur         |
| 24e                                                                                        | 1958–1962 | Alvin Hamilton (en)     |                       | Conservateur         |
| 25e                                                                                        | 1962–1963 | Alvin Hamilton (en)     |                       | Conservateur         |
| 26e                                                                                        | 1963–1965 | Alvin Hamilton (en)     |                       | Conservateur         |
| 27e                                                                                        | 1965–1968 | Alvin Hamilton (en)     |                       | Conservateur         |
| Redistribuée parmi Qu'Appelle—Moose Mountain, Regina—Lake Centre, Regina-Est et Assiniboia |           |                         |                       |                      |

Depuis 1988
| Législature                                                                              | Années                                                                                   | Député                                                                                   | Parti                                                                                    | Parti                                                                                    |
| Regina—Qu'Appelle Issue de Assiniboia, Humboldt—Lake Centre et Qu'Appelle—Moose Mountain | Regina—Qu'Appelle Issue de Assiniboia, Humboldt—Lake Centre et Qu'Appelle—Moose Mountain | Regina—Qu'Appelle Issue de Assiniboia, Humboldt—Lake Centre et Qu'Appelle—Moose Mountain | Regina—Qu'Appelle Issue de Assiniboia, Humboldt—Lake Centre et Qu'Appelle—Moose Mountain | Regina—Qu'Appelle Issue de Assiniboia, Humboldt—Lake Centre et Qu'Appelle—Moose Mountain |
| ---------------------------------------------------------------------------------------- | ---------------------------------------------------------------------------------------- | ---------------------------------------------------------------------------------------- | ---------------------------------------------------------------------------------------- | ---------------------------------------------------------------------------------------- |
| 34e                                                                                      | 1988–1993                                                                                | Simon De Jong                                                                            |                                                                                          | Néo-démocrate                                                                            |
| 35e                                                                                      | 1993–1997                                                                                | Simon De Jong                                                                            |                                                                                          | Néo-démocrate                                                                            |
| Qu'Appelle                                                                               |                                                                                          |                                                                                          |                                                                                          |                                                                                          |
| 36e                                                                                      | 1997–2000                                                                                | Lorne Nystrom (en)                                                                       |                                                                                          | Néo-démocrate                                                                            |
| Regina—Qu'Appelle                                                                        |                                                                                          |                                                                                          |                                                                                          |                                                                                          |
| 37e                                                                                      | 2000–2004                                                                                | Lorne Nystrom (en)                                                                       |                                                                                          | Néo-démocrate                                                                            |
| 38e                                                                                      | 2004–2006                                                                                | Andrew Scheer                                                                            |                                                                                          | Conservateur                                                                             |
| 39e                                                                                      | 2006–2008                                                                                | Andrew Scheer                                                                            |                                                                                          | Conservateur                                                                             |
| 40e                                                                                      | 2008–2011                                                                                | Andrew Scheer                                                                            |                                                                                          | Conservateur                                                                             |
| 41e                                                                                      | 2011–2015                                                                                | Andrew Scheer                                                                            |                                                                                          | Conservateur                                                                             |
| 42e                                                                                      | 2015–2019                                                                                | Andrew Scheer                                                                            |                                                                                          | Conservateur                                                                             |
| 43e                                                                                      | 2019–2021                                                                                | Andrew Scheer                                                                            |                                                                                          | Conservateur                                                                             |
| 44e                                                                                      | 2021–2025                                                                                | Andrew Scheer                                                                            |                                                                                          | Conservateur                                                                             |
| 45e                                                                                      | 2025–en cours                                                                            | Andrew Scheer                                                                            |                                                                                          | Conservateur                                                                             |

## Résultats électoraux
|       | Candidat                | Parti        | # de voix | % des voix |
|       | (sortant) Andrew Scheer | Conservateur | +16 486,  | 44,7 %     |
|       | Della Anaquod           | Libéral      | +08 401,  | 22,78 %    |
|       | Nial Kuyek              | NPD          | +11 144,  | 30,21 %    |
|       | Gregory E. Chatterson   | Vert         | +00852,   | 2,31 %     |
| Total | Total                   | Total        | 36 883    | 100 %      |

|       | Candidat          | Parti        | # de voix | % des voix |
|       | (x) Andrew Scheer | Conservateur | +15 896,  | 53,48 %    |
|       | Jackie Miller     | Libéral      | +01 400,  | 4,71 %     |
|       | Fred Clipsham     | NPD          | +11 419,  | 38,42 %    |
|       | Greg Chatterson   | Vert         | +00879,   | 2,96 %     |
|       | Jeff Breti        | Indépendant  | +00127,   | 0,43 %     |
| Total | Total             | Total        | 29 721    | 100 %      |

|       | Candidat         | Parti        | # de voix | % des voix |
|       | (X)Andrew Scheer | Conservateur | +14 034,  | 51,72 %    |
|       | Rob Flaman       | Libéral      | +02 836,  | 10,45 %    |
|       | Janice Bernier   | NPD          | +08 701,  | 32,07 %    |
|       | Greg Chatterson  | Vert         | +01 561,  | 5,75 %     |
| Total | Total            | Total        | 27 132    | 100 %      |